# 최현배
최현배(崔鉉培, 1894년 10월 19일~1970년 3월 23일)는 대한민국의 독립 운동가, 교육자, 한글학자 겸 대학 교수이자, 국어 운동가로, 연세대학교 부총장(명예교수 겸무)을 지냈다.

## 생애

### 유년 시절
본이 경주인 외솔 최현배는, 1894년 10월 19일에 경상도 울산도호부 울산군 내상면 동리(지금의 대한민국 울산광역시 중구 동동)에서 출생하였다. 고향에서 어린 시절을 보내며 서당과 일신학교(현재의, 울산 중구 병영동 병영초등학교)를 다니다가 대한제국 한성부(지금의 대한민국 서울)로 상경해 경성고등보통학교에 입학하였다. 그는 김두봉의 권유로 주시경의 강의를 조선어학강습원에서 듣고 국어학 및 문법 등을 이수하면서 그의 사상에 감화받았다.

### 청년 시절
1915년 일본으로 건너가서 히로시마(廣島)에 있는 히로시마고등사범학교(현재의, 일본 히로시마 대학)에 한국인 학생으로 입학하여 3. 1 대한 독립 만세 운동이 일어났던 1919년 3월에 전문학사 졸업하였다. 중학교 교사 자격증을 받았으나, 이후 귀국하여 고향인 울산으로 귀향한 후 조선인 상권 확보의 목적으로 공동상회를 설립하였다. 

### 교육 활동
1920년에는 일제강점기 시대의 경남 부산으로 내려가 부산에 있는 동래고등보통학교에서 교사로 재임하였으며 1922년에 일본 제국의 교토(京都)로 건너가 교토제국대학 문학부 철학과에 입학, 교육학을 전공하고 1925년 학사 학위를 받았으며 그해 동 대학원 석사 과정에서 교육학을 수학하였다. 1933년에 한글맞춤법통일안 사업에 참여하여 한글보급에 힘써왔으며, 일제의 민족말살정책으로 우리말을 가르칠 수 없자 도서관 사서로 일하였다. 1942년에 조선어학회 사건으로 인해 징역 4년형을 언도받고 함남 함흥형무소에서 복역하였다. 1945년 8월 15일, 을유 해방 후 출옥 및 월남하여 1948년 대한민국 정부 수립으로써 광복 확립이 고착된 후 문교부 편수국장을 지내면서 교과서 편찬을 지도하였다. 1954년 연희대학교(지난 일제강점기 시대의 연희전문학교의 후신)의 교수 자리로 돌아와 문과대학 학장과 부총장을 역임하고 1959년 연세대학교 교수직에서는 정년 퇴임했다. 최현배 선생은, 1939년 연희전문학교 문과 교수일 때에 제자인 윤동주 시인에게 조선어 곧 우리말을 가르치셨는데, 윤동주 시인이 매우 열심히 공부하여 조선어 과목의 성적으로 100점을 받았다고 한다. 
한글 연구에 일생을 바친 그는 말본의 체계를 확립하였고 한글 전용 운동에 힘썼으며, 1962년에 대한민국 건국공로훈장 단장을 수여받았다. 국어학자 겸 언어학자 허웅(許雄)은 그의 애제자(愛弟子)이기도 하다.

### 사망
1966년 10월 11일 73세 때에 첫 투병 이후부터는 학술 분야에서는 사실상 은퇴하고, 어언 너해 동안 투병 및 와병 생활하다가, 1970년 3월 23일 새벽에 서울 신촌 세브란스 병원에서 노환으로 인해 77세에 사망하였다.

## 사후
- 2008년 8월 학술지 ‘한국사 시민강좌’ 하반기호(43호)에서 대한민국 정부 수립 및 건국 60주년 특집 ‘대한민국을 세운 사람들’ 을 선발, 건국의 기초를 다진 32명을 선정할 때 교육, 학술 부문의 한사람으로 선정되었다.[1]

## 예절 망국론
최현배는 "조선민족의 병폐를 가져온 원인으로 온갖 예절이 조선 사람의 생활을 구속했고, 생기를 잃게 했다"며 서재필의 안경 일화를 소개하기도 했다.

### 한글전용론
최현배 선생은 한글만을 쓰는 한글전용을 주장하였다.(1968년 문화와 한글전용) 최현배 선생이 생각하기에 한글전용은
- 문화가 발전하도록 한다. 최현배 선생은 루터가 독일어 성서를 번역한 사건을 그 예로 들고 있다.
- 누구나 글을 읽고 쓸 수 있다.
- 책과 신문을 통해 정확한 정보를 알 수 있다.
- 한글기계화가 가능하다. 1968년에는 타자기를 문서를 만드는 일에 사용했는데, 한자로는 타자기를 만들 수 없지만 한글로는 타자기를 만들 수 있음을 주장했다.

## 학력
- 경상남도 울산 일신학교 수료
- 한성고등보통학교 입학 후 1910년 한국병합 후 교명변경된 경성고등보통학교(지금의 경기고등학교) 졸업
- 일본 히로시마 고등사범학교(지금의 히로시마 대학) 전문학사
- 일본 교토 제국대학(지금의 교토 대학) 철학과 학사
- 일본 교토 제국대학 대학원 교육학과 교육학 석사

### 명예 박사 학위
- 연희대학교 명예 문학박사(1955년)

## 저서
모두 20여권의 책을 저술하였다.
- 《조선민족갱생의 도》, 1926년
- 《우리말본》, 1937년
- 《한글갈》, 1940년
- 《글자의 혁명》, 1947년
- 《한글의 투쟁》, 1950년
- 《한글 가로글씨 독본》, 1963년

## 가족 및 친척 관계
- 아버지: 최병수(崔炳壽, 1900년 사망.)
- 어머니: 경주 박씨(慶州 朴氏)
  - 본인: 최현배(崔鉉培)
  - 부인: 이장련(李長連, 1891년 출생 ~ 1970년 12월 19일 사망.)
    - 첫째아들: 최영해(崔暎海, 1914년 출생 ~ 1981년 사망. 아동문학가, 수필가, 출판 기업가. 전직 정음사 사장 역임. 아호는 행촌(行村).)
      - 손자: 최동식(崔東植, 1943년 11월 27일 출생 ~ 2017년 5월 6일 사망. 고려대학교 화학과 명예교수 역임. 이학박사. 아호는 묵연(默宴).)

    - 둘째아들: 최순해(崔舜海)
    - 셋째아들: 최신해(崔臣海, 1919년 4월 24일 출생 ~ 1991년 3월 24일 사망. 정신과 의사, 수필가. 의학박사. 전직 서울청량리뇌병원 원장, 그리고 전직 서울대학교 의과대학 대우교수 역임. 아호는 삼락당(三樂堂).)
    - 셋째며느리: 이혜자
      - 손자: 최문식(崔文植, 1949년 3월 26일 ~ )
      - 손녀: 최은경(崔恩卿, 1950년 5월 12일 ~ )
      - 손자: 최홍식(崔洪植, 1953년 10월 28일 ~ )

    - 넷째아들: 최철해(崔澈海)

  - 남동생: 최현구(崔鉉具, 1898년 출생 ~ 1941년 사망.)
- 1968년 1·21사태 당시 무장공비의 총에 맞아 순직한 최규식(崔圭植, 1932년 9월 9일 출생 ~ 1968년 1월 21일 사망) 전직 서울종로경찰서 서장은 그의 동성동본 및 척분 관련 항렬상으로, 조카손자뻘이 되는 족척이다.

## 기타
- 국어학자 겸 언어학자 허웅(許雄)은 그의 애제자(愛弟子)이기도 하다.
- 최현배 선생의 업적과 일대기를 다룬 창작 뮤지컬 《외솔》이 있다.
- 자신의 한글 관련 책을 등사본으로 찍은 것이 계기가 되어 1928년 7월 7일에 정음사를 만들다. 당시의 소재지는 서울특별시 서대문구 행촌동 최현배의 집이고,[4] 해방후 윤동주 《하늘과 바람과 별과 시》 시집 초판(1948), 증보판(1955)이 이곳에서 나왔다.
- 그의 손자 최동식은 초전도체를 설명하는 새이론을 내놓는다. 사후 그의 제자들이 상온, 상압에서 초전도 물질(LK-99)을 발견했다는 논문을 발표(2023.7.22)한다.[5]
- 1980년에 김광성과 외솔 최현배의 손자인 최동식이 외솔 타자기를 개발하였다. 1981년에 정음사가 시판하였다.[6]

## 역대 선거 결과
| 실시년도 | 선거   | 대수 | 직책     | 선거구         | 정당   | 득표수  | 득표율          | 순위 | 당락 | 비고 |
| -------- | ------ | ---- | -------- | -------------- | ------ | ------- | --------------- | ---- | ---- | ---- |
| 1950년   | 총선   | 2대  | 국회의원 | 경남 울산군 을 | 무소속 | 6,346표 | \| \| 16.57% \| | 2위  | 낙선 |      |
|          | 16.57% |      |          |                |        |         |                 |      |      |      |

## 같이 보기
- 주시경
- 이희승
- 김규식
- 허웅
- 외솔 최현배 선생 생가터 - 울산광역시 기념물 제39호